# Maria Hasse
Maria-Viktoria Hasse (Rostock, 30 maggio 1921 – Dresda, 10 gennaio 2014) è stata una matematica tedesca, prima donna a diventare docente presso la Facoltà di Matematica e Scienze dell'Università tecnica di Dresda.
Ha pubblicato libri sulla teoria degli insiemi e sulla teoria delle categorie, e ha contribuito a sviluppare il teorema di Gallai-Hasse-Roy-Vitaver sulla colorazione dei grafi.

## Istruzione e carriera
Hasse è nata a Warnemünde, un distretto cittadino di Rostock. Ha frequentato il ginnasio di Rostock, dopo di che ha lavorato nel Reichsarbeitsdienst dal 1939 al 1940. Dal 1940 ha studiato matematica, fisica e filosofia all'Università di Rostock e all'Università di Tubinga, laureandosi a Rostock nel 1943. Vi rimase come assistente e insegnante, ottenendo il dottorato (Dr. rer. nat.) nel 1949 e la sua abilitazione nel 1954. La sua tesi, Über eine singuläre Intergralgleichung 1. Art mit logarithmischer Unstetigkeit [Su un'equazione integrale singolare del 1º tipo con discontinuità logaritmica], è stata supervisionata da Hans Schubert. La sua tesi di abilitazione era intitolata Über eine Hillsche Differentialgleichung (Su un'Equazione di Hill). È stata professoressa di algebra presso la TU Dresden dal 1954 fino al suo pensionamento nel 1981. Secondo Mathematics Genealogy Project, ha 6 studenti e 22 discendenti.

## Contributi
Hasse scrisse Theorie der Kategorien [Teoria delle categorie] (Deutscher Verlag, 1966) insieme a Lothar Michler. Altri libri da lei scritti sono Grundbegriffe der Mengenlehre und Logik (Concetti di base della teoria degli insiemi e della logica, Harri Deutsch, Zürich, 1970) e Zum Begriff des allgemeinen Produkts von Kategorien (Sul concetto del prodotto generale di categorie, Akademie Verlag, 1975).
Il suo nome è uno dei quattro nel teorema di Gallai-Hasse-Roy-Vitaver (fr), che afferma che il numero minimo di colori richiesti nella colorazione di un grafo è uguale al numero di nodi in un percorso più lungo, a condizione che l'orientamento riduca al minimo la lunghezza di questo percorso. Quindi c'è una dualità tra le colorazioni dei nodi di un grafo e gli orientamenti dei bordi. Menzionati in un libro di teoria dei grafi di Claude Berge (fr, 1958), i quattro matematici menzionati - Tibor Gallai, Maria Hasse, Bernard Roy e L.M. Vitaver - pubblicarono indipendentemente una dimostrazione del teorema; Vitaver prima nel 1962, Maria Hasse seconda nel 1965.